# Insecticide Resistance Action Committee
L'Insecticide Resistance Action Committee (IRAC), comité d'action contre la résistance aux insecticides, est une organisation internationale, fondée en 1984, qui regroupe plus de 150 membres appartenant au secteur de l'industrie des produits phytosanitaires. Ses missions sont d'une part de faciliter la communication et l'enseignement sur la résistance aux insecticides et acaricides, et d'autre part de promouvoir le développement de stratégies de gestion des résistances pour maintenir l'efficacité des insecticides dans le sens d'une agriculture durable et d'une amélioration de la santé publique.
Les membres du groupe international de l'IRAC, au nombre de quinze, sont les suivants : BASF, Bayer CropScience, Belchim Crop Protection, Cheminova, Chemtura, Dow AgroSciences, DuPont, FMC Corporation, Makhteshim Agan, Monsanto,  Nihon Nohyaku, Nufarm, Sumitomo Chemical, Syngenta et Vestergaard Frandsen.
Treize groupes de travail internationaux ont été constitués sur les thèmes suivants : santé publique, biotechnologie, méthodes, modes d'action, communication/enseignement, relations avec les parties prenantes, base de données sur les résistances, colza, ravageurs suceurs, carpocapses, lépidoptères, diamide.
Des groupes régionaux ont été créés pour l'Afrique du Sud, l'Argentine, l'Asie du Sud-Est, le Brésil, Espagne, l'Inde et les États-Unis.
L'IRAC a publié une classification des substances actives en 28 groupes en fonction de leur mode d'action. L'intérêt de ce classement est de faciliter l'alternance des produits utilisés pour les traitements en évitant d'employer successivement sur la même parcelle des substances appartenant à la même famille chimique, de façon à limiter le risque d'apparition de résistances chez les insectes ciblés.